# El Vallico
El Vallico es el valle que aglomera los pueblos de Valverdín, Pedrosa, Lavandera y Genicera (provincia de León, Castilla y León, España).

## Descripción
De este valle surge el rio principal de la zona, el Rio Valverdín. Este recorre este valle de este a oeste, recibiendo una serie de afluentes a lo largo de su recorrido como pueden ser La Palera, Gorguera o Fesusán. El valle tiene una longitud aproximada de 830 metros y una amplitud que oscila de los 2,5 kilómetros a los 4 kilómetros aproximadamente. Su recorrido va desde su punto más bajo, en la localidad de Valverdín (a unos 1130 m s. n. m.) hasta la Collada de Uvierzo por carretera (a 1382 m s. n. m.) y por senderos hasta el Puerto de Sancenas (con altitudes que van desde los 1750 - 1920 m s. n. m.). Está enmarcado por una topografía irregular y pendiente; presenta un paisaje de abundantes laderas a ambos lados del caudal hasta mostrar un terreno escarpado y grotescamente ascendente en el que predomina la piedra caliza; con alturas que oscilan entre 1100 y 1900 metros sobre el nivel del mar, siendo su punto más alto Cueto Calvo con 1921 m s. n. m., entre Genicera y Lavandera. Sirve como coto de caza tanto menor como mayor por su gran diversidad ya sea en fauna como en flora, de clima montañoso y/u oceánico.
Es un valle considerablemente estrecho con una amplitud máxima de unos 4 kilómetros. Prácticamente toda la zona está desurbanizada, situado el valle dentro de uno de los municipios más azotados por el éxodo rural. Presenta unas deterioradas carreteras pero bastante efectivas ante las inclemencias meteorológicas. Asimismo, este valle presenta unos niveles de contaminación -ya sea tanto polutiva como lumínica- muy bajos.